# Pararctia gibsoni
Pararctia gibsoni là một loài bướm đêm thuộc phân họ Arctiinae, họ Erebidae.